# Олена (королева Хорватії)

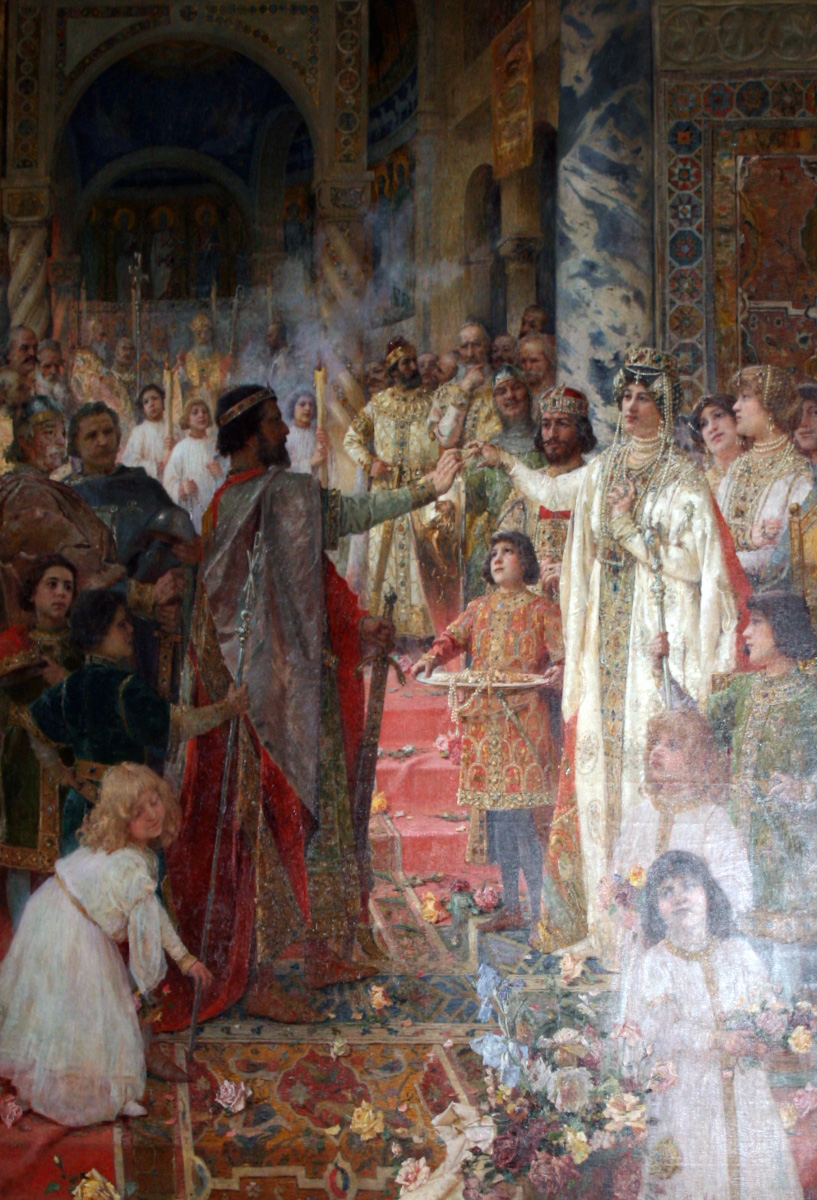
Історичне представлення заручин Звоніміра та Єлени Челестіна Мато Медовича, 1907 рік

Олена Прекрасна (угор. Ilona, хорв. Jelena Lijepa; ? — пом. 1091) була угорською принцесою, в шлюбі королевою Хорватії.
Дочка короля Угорщини Бели І (Арпаден) від першого шлюбу з Риксою Польською. Її брати Геза I та Ладислав I були королями Угорщини.
Стала дружиною короля Хорватії Дмитара Звоніміра (династія Хорватії Дмитара ЗвоніміраТрпіміровичів, † 1089), на боці якої вона була королевою з 1075 року.
Її єдиний син Радован помер за життя батька, який не залишив спадкоємця чоловічої статті. У них також була дочка, яку називали Клаудія. Після смерті чоловіка Єлена сприяла Арпаденського престолу в Хорватії, з якого виникла з 1102 по 1918 р. існуюча державна асоціація Хорватії та Угорщини. Цю революцію підтримували й інші шляхетні родини. Про її долю нічого не відомо.
Загинула за незрозумілих обставин близько 1091 року.